# Henry Eric Dolan
Henry Eric Dolan (20 janvier 1896 - 12 mai 1918) est un as de l'aviation de la Première Guerre mondiale crédité de sept victoires aériennes.

## Biographie

### Jeunesse
Henry Eric Dolan naît en Angleterre, fils d'Alfred Archer Dolan, un ingénieur minier et de Violet Eliza Edgeworth (née Hanrick) Dolan. Les parents de Dolan ont ensuite vécu à Banbury, Oxfordshire. Henry a un frère, Gerald Roberts Dolan. Après avoir fait ses études à la Downside School (en), il part au Canada.

### Première Guerre Mondiale
Peu après le début de la Première Guerre mondiale, il s'engage dans le corps expéditionnaire canadien. Le 20 novembre 1914, il est nommé sous-lieutenant à titre temporaire dans la Royal Field Artillery (en),  et est promu lieutenant à titre provisoire le 31 janvier 1916.  Il est décoré de la Military Cross le 1er janvier 1917.

#### Royal Flying Corps
Le 31 août 1917, Henry Dolan est transféré dans le Royal Flying Corps,  et au début de 1918, il est affecté au No. 74 Squadron, qui exploite des Royal Aircraft Factory SE.5 sur le front occidental. Il est affecté à l'escadrille A, sous les ordres de "Mick" Mannock. Dolan remporte sa première victoire en abattant un Albatros D.V près de Merville le 12 avril 1918. Il remporte régulièrement des victoires au cours du mois suivant, et en totalise sept le 11 mai.
Le lendemain, Dolan est abattu par Raven von Barnekow. Il est enterré dans la parcelle II, rangée D, tombe 8 au cimetière militaire de La Laiterie, Heuvelland, Flandre occidentale, Belgique.